# Michiel Coignet Observatorium
Het Michiel Coignet Observatorium bevindt zich in de Zirkstraat nr. 36 van de Belgische stad Antwerpen.

## Geschiedenis
In het begin van de 20e eeuw richtte het Koninklijk Sterrenkundig Genootschap van Antwerpen (KSGA) een volkssterrenwacht op in een magazijn aan de Sint-Laureiskaai op het Eilandje te Antwerpen. Tijdens het begin van de Eerste Wereldoorlog werden de telescopen en andere kostbare inboedel naar de Zirkstraat verhuisd, bovenop het gebouw van de stedelijke normaalschool.
In de jaren 80 verhuisde de KSGA hun hoofdkwartier naar Brasschaat waardoor hun oude ongebruikte sterrenwacht in verval geraakte. Volkssterrenwacht Urania nam voor een groot deel het beheer van de sterrenwacht over en begon met een renovatie van de twee klassieke telescopen en de waarnemingskoepel. Anno 2023 is het gebouw waar de sterrenwacht op staat in gebruik voor culturele evenementen, genaamd Zaal Zirkus. Daar werd op 26 november 2023 de vernieuwde sterrenwacht feestelijk ingehuldigd tot het Michiel Coignet Observatorium, vernoemd naar de Antwerpse sterrenkundige uit de 16e eeuw. De renovatie is gepland volledig klaar te zijn in het voorjaar van 2024 om het dan te openen voor het brede publiek.